# Folketingswahl 1913
- Social.: 32
- Rad. V.: 31
- Venstre: 44
- Højre: 7

Die Folketingswahl 1913 am 20. Mai war die 30. Wahl zum Folketing, der zweiten Kammer des dänischen Parlaments. Die Sozialdemokraten versammelten zwar die meisten Stimmen auf sich, konnten im Mehrheitswahlrecht allerdings nur 32 Wahlkreise gewinnen. Die liberale Venstre wurde mit Siegen in 44 Wahlkreisen erneut stärkste Partei, verlor aber viele Sitze im Vergleich zur Vorwahl. Ebenso kam die Højre nur noch auf 7 Sitze. Die sozialliberale Radikale Venstre konnte viele Sitze dazugewinnen und bildete nach der Wahl die Regierung Zahle II.

## Wahlmodus
Die 114 Sitze des Folketings wurden über ebenso viele Wahlkreise nach Mehrheitswahlrecht vergeben. Wahlberechtigt zur Folketingswahl waren dänische Männer, die das 30. Lebensjahr vollendet hatten und über einen eigenen Wohnbesitz in Dänemark verfügten. Ausgeschlossen waren jedoch Personen, die in der Vergangenheit Armutshilfe erhielten und diese noch nicht zurückzahlten oder unter Vormundschaft standen. Unter diesen Voraussetzungen waren somit nur etwa 17,3 % der Bevölkerung wahlberechtigt.

## Ergebnisse
Venstre hat in 82 der 114 Wahlkreise eigene Kandidaten aufgestellt. Die Sozialdemokraten stellten sich in 68 Wahlkreisen zur Wahl, die Radikale Venstre tat dies in 60 Wahlkreisen. Die Højre war in 89 Wahlkreisen wählbar.
Auf den Färöern wurde Andrass Samuelsen (Venstre) ohne Gegenkandidaten bei 154 Nein-Stimmen gewählt.
| Partei                             | Stimmen | Prozent | Sitze   | ± Sitze |
| ---------------------------------- | ------- | ------- | ------- | ------- |
| Socialdemokratiet Sozialdemokraten | 107.365 | 29,6 %  | 32      | ▲ 8     |
| Venstre Liberale Partei            | 103.917 | 28,6 %  | 44      | ▼13     |
| Højre Rechte                       | 081.404 | 22,4 %  | 07      | ▼ 6     |
| Radikale Venstre Sozialliberale    | 067.903 | 18,7 %  | 31      | ▲11     |
| Parteilose                         | 002.617 | 07,2 %  | 0       | –       |
|                                    |         |         |         |         |
| Wahlberechtigte                    | 491.422 | 491.422 | 491.422 | 491.422 |
| Abgegebene Stimmen                 | 366.315 | 366.315 | 366.315 | 366.315 |
| Ungültig                           | 2.955   | 2.955   | 2.955   | 2.955   |
| Gültige Stimmen                    | 363.206 | 363.206 | 363.206 | 363.206 |
| Wahlbeteiligung                    | 74,5 %  | 74,5 %  | 74,5 %  | 74,5 %  |

### Neubesetzungen
In verschiedenen Wahlkreisen mussten während der Legislaturperiode einzelne Neuwahlen durchgeführt werden, um ausgeschiedene Folketingsmitglieder zu ersetzen. Am 30. Januar gewann dabei ein Kandidat der Højre den Sitz des 7. Wahlkreises von Svendborg, den zuvor ein Kandidat der Venstre vertrat. Bei den übrigen vier Neuwahlen (am 9. September 1913 im 2. Wahlkreis von Aarhus, am 29. September 1914 im 3. Wahlkreis von Skanderborg, am 30. September 1914 im 5. Wahlkreis von Viborg sowie am 9. März 1915 im 10. Wahlkreis der Stadt Kopenhagen) gehörte der neugewählte Vertreter derselben Partei wie sein Vorgänger an.